# 1594 Danjon
1594 Danjon este un asteroid din centura principală, descoperit pe 23 noiembrie 1949, de Louis Boyer.